# 西方突頜脂鯉
西方突頜脂鯉，為輻鰭魚綱脂鯉目脂鯉亞目脂鯉科的其中一個種。分布於中南美洲巴拿馬至哥倫比亞、厄瓜多淡水流域，體長可達13公分，棲息在底中層水域，生活習性不明。